# Microtus multiplex
Microtus multiplex är en däggdjursart som först beskrevs av Victor Fatio 1905.
Microtus multiplex ingår i släktet åkersorkar och familjen hamsterartade gnagare. IUCN kategoriserar arten globalt som livskraftig. Inga underarter finns listade i Catalogue of Life. Det svenska trivialnamnet Alpgransork förekommer för arten.
Vuxna exemplar är 9 till 11 cm långa (huvud och bål), har en 4,0 till 4,4 cm lång svans och väger 19 till 29 g. På ovansidan förekommer mörkbrun päls och undersidan är täckt av grå päls. Honans fyra spenar ligger vid ljumsken. Microtus multiplex har i princip samma utseende som Microtus liechtensteini. De godkänns som olika arter på grund av avvikelser i djurens DNA.
Denna gnagare förekommer i Alperna och i andra regioner i Frankrike, Schweiz och Italien. Arten lever i låglandet och i bergstrakter upp till 2800 meter över havet. Microtus multiplex vistas vanligen på ängar, i öppna skogar, på skogsgläntor och på ödemark. Den hittas ofta i områden med ett täcke av örter. Nära Medelhavet kan den även leva i vinodlingar. I bergstrakter vistas den i områden med dvärgformer av bergtall (Pinus mugo).
Individerna äter rotfrukter och rötter samt gräs. I genomsnitt föds 2,7 ungar per kull. Arten gräver komplexe tunnelsystem med upp till sju kamrar. Dessutom används övergivna bon av mullvadar. Microtus multiplex är periodisk aktiv under dagen.